# Mistrzostwa Świata Mężczyzn w Curlingu 1973
Mistrzostwa Świata Mężczyzn w Curlingu 1973 zostały rozegrane w Exhibition Arena, w Reginie (Saskatchewan), w Kanadzie, w dniach 19 - 24 marca. Rywalizowało ze sobą 10 reprezentacji, po raz pierwszy uczestniczyły drużyny z Danii i Włoch.

## Reprezentacje
| Kraj              | Reprezentanci                                                      |
| ----------------- | ------------------------------------------------------------------ |
| Dania             | Viggo Hunaeus, Arne Pedersen, Ib Asbjørn, Hans-Christian Olrik     |
| Francja           | Pierre Boan, André Mabboux, André Tronc, Gerard Pasquier           |
| Kanada            | Harvey Mazinke, Bill Martin, George Achtymichuk, Dan Klippenstein  |
| RFN               | Klaus Kanz, Heinz Kellner, Manfred Rösgen, Manfred Schulze         |
| Norwegia          | Helmer Strømbo, Per Dammen, Geir Søiland, Øyvinn Fløstrand         |
| Stany Zjednoczone | Charles Reeves, Doug Carlson, Henry Shean, Barry Blanchard         |
| Szkocja           | Alex F. Torrance, Alex A. Torrance, Tom McGregor, Willie Kerr      |
| Szwajcaria        | Werner Oswald, Cesare Canepa, Rolph Oswald, Hans-Ruedi Werren      |
| Szwecja           | Kjell Oscarius, Bengt Oscarius, Tom Schaeffer, Claes-Göran Carlman |
| Włochy            | Renato Ghezze, Paolo da Ros, Lino Mariani Maier, Andrea Pavani     |

## Wyniki

### Klasyfikacja końcowa
| # | Kraj              |
| - | ----------------- |
| 1 | Szwecja           |
| 2 | Kanada            |
| 3 | Francja           |
| 4 | Szkocja           |
| 5 | Szwajcaria        |
| 6 | Stany Zjednoczone |
| 7 | Norwegia          |
| 8 | RFN               |
| 9 | Dania             |
|   | Włochy            |

### Finał
|         | Wynik |        |
| ------- | ----- | ------ |
| Szwecja | 6 - 5 | Kanada |

### Półfinał
|         | Wynik |         |
| ------- | ----- | ------- |
| Francja | 5 - 9 | Szwecja |
| Kanada  | 6 - 5 | Szkocja |

### Tie-braker
|         | Wynik |            |
| ------- | ----- | ---------- |
| Szkocja | 9 - 6 | Szwajcaria |

### Round Robin
| Sesja |                   | Wynik  |                   |
| ----- | ----------------- | ------ | ----------------- |
| 1     | Szwecja           | 12 - 6 | RFN               |
|       | Kanada            | 5 - 1  | Norwegia          |
|       | Stany Zjednoczone | 7 - 8  | Francja           |
|       | Włochy            | 6 - 9  | Szwajcaria        |
|       | Szkocja           | 14 - 4 | Dania             |
| 2     | Szwajcaria        | 16 - 3 | Dania             |
|       | Francja           | 10 - 4 | Włochy            |
|       | Szwecja           | 8 - 3  | Norwegia          |
|       | Stany Zjednoczone | 10 - 4 | Szkocja           |
|       | RFN               | 1 - 15 | Kanada            |
| 3     | Norwegia          | 11 - 6 | Włochy            |
|       | Szwecja           | 16 - 2 | Dania             |
|       | RFN               | 3 - 5  | Szkocja           |
|       | Kanada            | 6 - 5  | Francja           |
|       | Stany Zjednoczone | 6 - 7  | Szwajcaria        |
| 4     | RFN               | 1 - 8  | Szwajcaria        |
|       | Włochy            | 6 - 7  | Szkocja           |
|       | Szwecja           | 7 - 8  | Kanada            |
|       | Francja           | 16 - 3 | Dania             |
|       | Norwegia          | 3 - 10 | Stany Zjednoczone |
| 5     | RFN               | 2 - 10 | Francja           |
|       | Kanada            | 12 - 2 | Włochy            |
|       | Szwecja           | 6 - 4  | Szkocja           |
|       | Norwegia          | 4 - 5  | Szwajcaria        |
|       | Stany Zjednoczone | 14 - 2 | Dania             |
| 6     | Norwegia          | 5 - 8  | Dania             |
|       | Szwecja           | 6 - 7  | Francja           |
|       | Szwajcaria        | 3 - 6  | Szkocja           |
|       | RFN               | 13 - 2 | Włochy            |
|       | Kanada            | 13 - 1 | Stany Zjednoczone |
| 7     | Francja           | 4 - 5  | Szkocja           |
|       | Kanada            | 5 - 3  | Szwajcaria        |
|       | RFN               | 4 - 6  | Norwegia          |
|       | Włochy            | 8 - 6  | Dania             |
|       | Szwecja           | 7 - 3  | Stany Zjednoczone |
| 8     | Stany Zjednoczone | 11 - 4 | Włochy            |
|       | Norwegia          | 6 - 9  | Francja           |
|       | Kanada            | 9 - 3  | Szkocja           |
|       | RFN               | 10 - 9 | Dania             |
|       | Szwecja           | 8 - 5  | Szwajcaria        |
| 9     | Norwegia          | 4' - 8 | Szkocja           |
|       | RFN               | 3 - 8  | Stany Zjednoczone |
|       | Francja           | 8 - 5  | Szwajcaria        |
|       | Szwecja           | 6 - 3  | Włochy            |
|       | Kanada            | 11 - 1 | Dania             |